# Sawaran Kulon
Sawaran Kulon is een bestuurslaag in het regentschap Lumajang van de provincie Oost-Java, Indonesië. Sawaran Kulon telt 4336 inwoners (volkstelling 2010).